# Narnaund
Narnaund é uma cidade  no distrito de Hisar, no estado indiano de Haryana.

## Geografia
Narnaund está localizada a 29° 13′ N, 76° 09′ L. Tem uma altitude média de 208 metros (682 pés).

## Demografia
Segundo o censo de 2001, Narnaund tinha uma população de 15 114 habitantes. Os indivíduos do sexo masculino constituem 54% da população e os do sexo feminino 46%. Narnaund tem uma taxa de literacia de 57%, inferior à média nacional de 59,5%: a literacia no sexo masculino é de 67% e no sexo feminino é de 44%. Em Narnaund, 15% da população está abaixo dos 6 anos de idade.